# Język banda
Język banda, także eli-elat (tur wandan) – język austronezyjski używany w prowincji Moluki w Indonezji, na wyspie Kai Besar (Yut) w grupie wysp Kai (Kei). Według danych z 1987 roku posługuje się nim 3 tys. osób.
Dzieli się na dwa dialekty: eli i elat, używane we wsiach Banda-Eli i Banda-Elat. W użyciu jest także język kei. Społeczność posługuje się też indonezyjskim i lokalnym malajskim (bliskim odmianie ambońskiej).
Jest odrębny od pozostałych języków regionu. Jego użytkownicy przybyli w XVII wieku z wysp Banda. Według Ethnologue (wyd. 18) znajomość języka banda jest w zaniku.
Służy przede wszystkim jako język mówiony; bywa zapisywany jedynie sporadycznie, bez ustandaryzowanej ortografii. Historycznie w roli języka literackiego występował malajski zapisywany pismem arabskim.